# Lampona moorilyanna
Lampona moorilyanna is een spinnensoort uit de familie Lamponidae. De soort komt voor in Queensland en Zuid-Australië.